# Zibbz

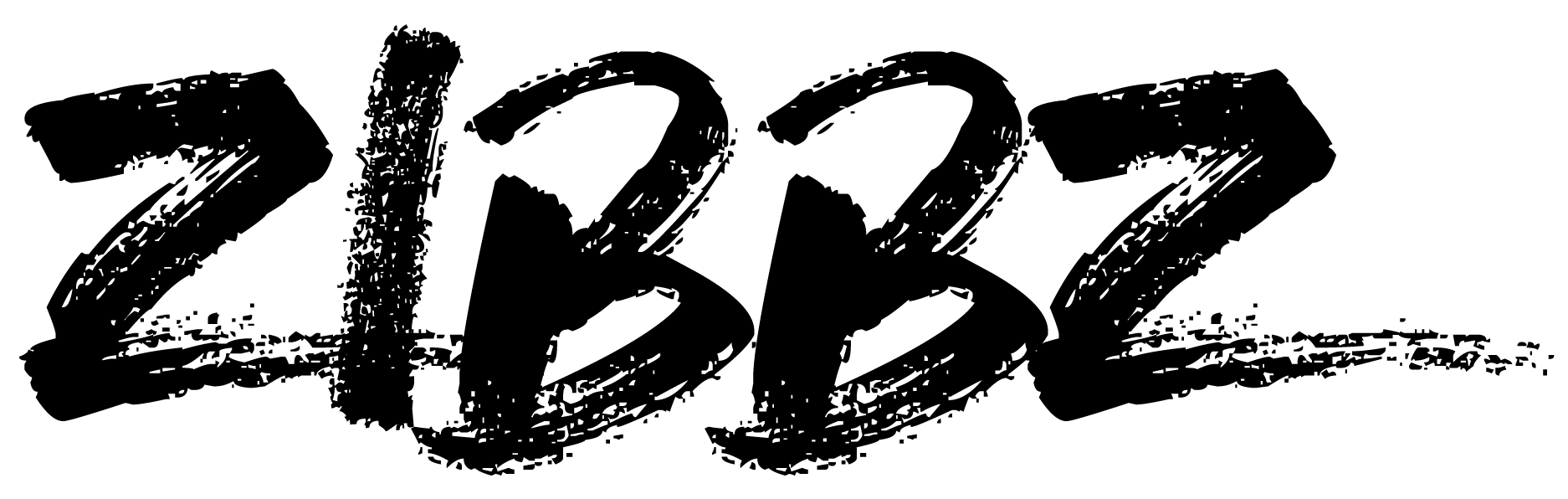
Logotyp zespołu

Zibbz – szwajcarski zespół muzyczny, grający muzykę indie pop, założony w 2008 przez rodzeństwo Corinne i Stefana Gfellerów; reprezentant Szwajcarii w 63. Konkursie Piosenki Eurowizji w Lizbonie (2018).

## Historia zespołu

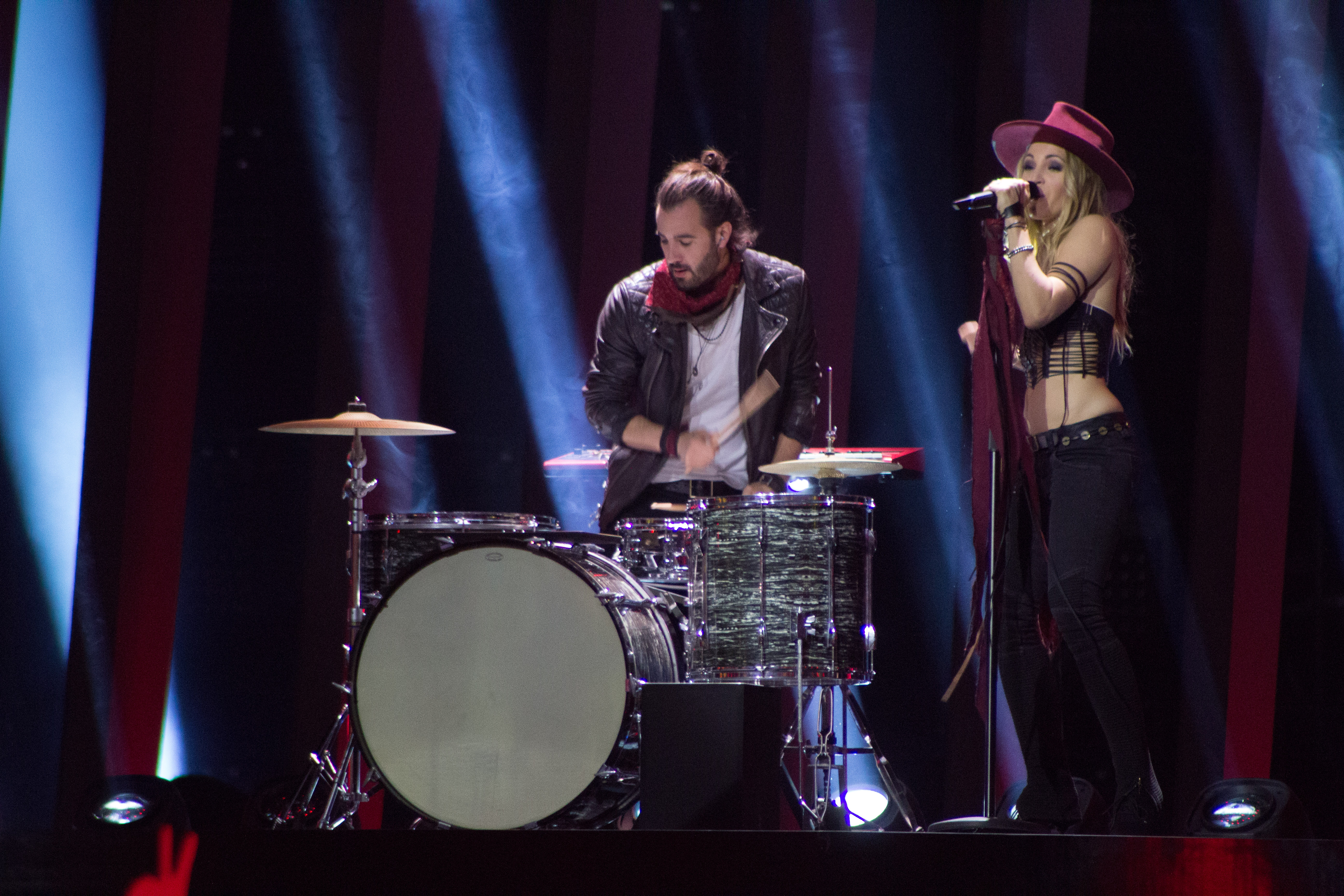
Zibbz podczas 63. Konkursu Piosenki Eurowizji w Lizbonie

Zespół został założony w 2008 przez wokalistkę Corinne Gfeller i jej brata Stefana, grającego na perkusji i instrumentach klawiszowych. Nazwa projektu jest modyfikacją angielskiego słowa „siblings” (pl. rodzeństwo).
Od 2011 rodzeństwo dzieli czas między Szwajcarię a Los Angeles. W latach 2011–2015 szwajcarska telewizja Joiz emitowała autorskie reality show duetu, w którym opowiadali o swoim życiu w Stanach Zjednoczonych. 20 maja 2011 roku wydali swój debiutancki singiel „Www.Ahh!”. W 2012 roku napisali utwór „One Shot”, będący oficjalnym hymnem Mistrzostwa Świata w Unihokeju Mężczyzn w Zurychu. 5 kwietnia 2013 wydali debiutancki album studyjny, zatytułowany Ready? Go!, który trafił na 14. miejsce listy najczęściej kupowanych płyt w kraju.
1 września 2017 wydali drugi album studyjny, zatytułowany It Takes a Village, który zadebiutował na 11. miejscu listy bestsellerów. W lutym 2018 z utworem „Stones” wygrali krajowe eliminacje eurowizyjne, dzięki czemu zostali wybrany na reprezentantów Szwajcarii w 63. Konkursie Piosenki Eurowizji w Lizbonie. 8 maja wystąpili jako siedemnaści w kolejności w pierwszym półfinale konkursu i nie zakwalifikowali się do finału zajmując 13 miejsce z 86 punktami..
W maju 2020 roku wystąpili w projekcie Eurovision Home Concerts, w którym wykonai „Stones” i cover kompozycji „Nobody But You” austriackiego piosenkarza Cesára Sampsona.

## Dyskografia

### Albumy studyjne
- Ready? Go! (2013)
- It Takes a Village (2017)